# Représentations diplomatiques de la Corée du Nord

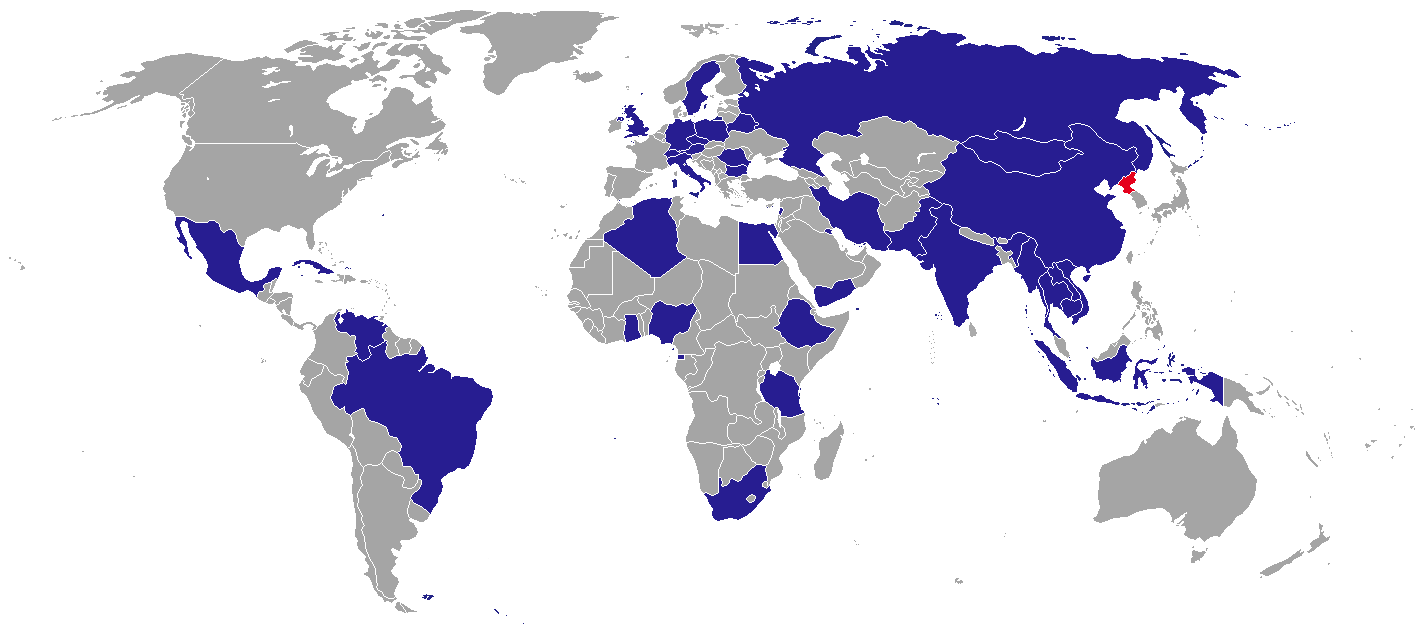
Représentations nord-coréennes dans le monde.

La Corée du Nord est représentée dans le monde grâce à ses missions diplomatiques. Elle est aujourd'hui l'un des pays les plus isolés au monde, et entretient des relations relativement 
restreintes avec la communauté internationale.

## Liste des représentations diplomatiques de la Corée du Nord à l'étranger

### Afrique
| Pays               | Ambassade               | Consulats généraux (sauf indication) |
| ------------------ | ----------------------- | ------------------------------------ |
| Afrique du Sud     | Pretoria                |                                      |
| Algérie            | Alger                   |                                      |
| Égypte             | Le Caire                |                                      |
| Éthiopie           | Addis-Abeba             |                                      |
| Ghana              | Accra (antenne d'Abuja) |                                      |
| Guinée équatoriale | Malabo                  |                                      |
| Nigeria            | Abuja                   |                                      |
| Tanzanie           | Dar es Salam            |                                      |

### Amérique
| Pays      | Ambassade | Consulats généraux (sauf indication) |
| --------- | --------- | ------------------------------------ |
| Brésil    | Brasilia  |                                      |
| Cuba      | La Havane |                                      |
| Mexique   | Mexico    |                                      |
| Venezuela | Caracas   |                                      |

### Asie
| Pays        | Ambassade    | Consulats généraux (sauf indication) |
| ----------- | ------------ | ------------------------------------ |
| Birmanie    | Yangon       |                                      |
| Cambodge    | Phnom Penh   |                                      |
| Chine       | Pékin        | Shenyang                             |
| Inde        | New Delhi    |                                      |
| Indonésie   | Jakarta      |                                      |
| Iran        | Téhéran      |                                      |
| Koweït      | Koweït       |                                      |
| Laos        | Vientiane    |                                      |
| Liban       | Beyrouth     |                                      |
| Malaisie    | Kuala Lumpur |                                      |
| Mongolie    | Oulan-Bator  |                                      |
| Ouzbékistan | Tachkent     |                                      |
| Pakistan    | Islamabad    | Karachi                              |
| Singapour   | Singapour    |                                      |
| Thaïlande   | Bangkok      |                                      |
| Viêt Nam    | Hanoi        |                                      |
| Yémen       | Sanaa        |                                      |

### Europe
| Pays               | Ambassade | Consulats généraux (sauf indication)      |
| ------------------ | --------- | ----------------------------------------- |
| Allemagne          | Berlin    |                                           |
| Autriche           | Vienne    |                                           |
| Bulgarie           | Sofia     |                                           |
| Italie             | Rome      |                                           |
| Pologne            | Varsovie  |                                           |
| Roumanie           | Bucarest  |                                           |
| Royaume-Uni        | Londres   |                                           |
| Russie             | Moscou    | Nakhodka ; Khabarovsk (bureau consulaire) |
| Suède              | Stockholm |                                           |
| Suisse             | Berne     |                                           |
| République tchèque | Prague    |                                           |

## Autres représentations (non diplomatiques)
Bien que la Corée du Nord n'entretient aucune relation diplomatique avec la France, elle dispose d'une délégation générale à Paris. 

### Organisations multilatérales
| Organisation                      | Ville    | Type de représentation |
| --------------------------------- | -------- | ---------------------- |
| Organisation des Nations unies    | New York | Représentant permanent |
| Office des Nations unies à Genève | Genève   | Représentant permanent |
| UNESCO                            | Paris    | Délégué permanent      |

## Galerie

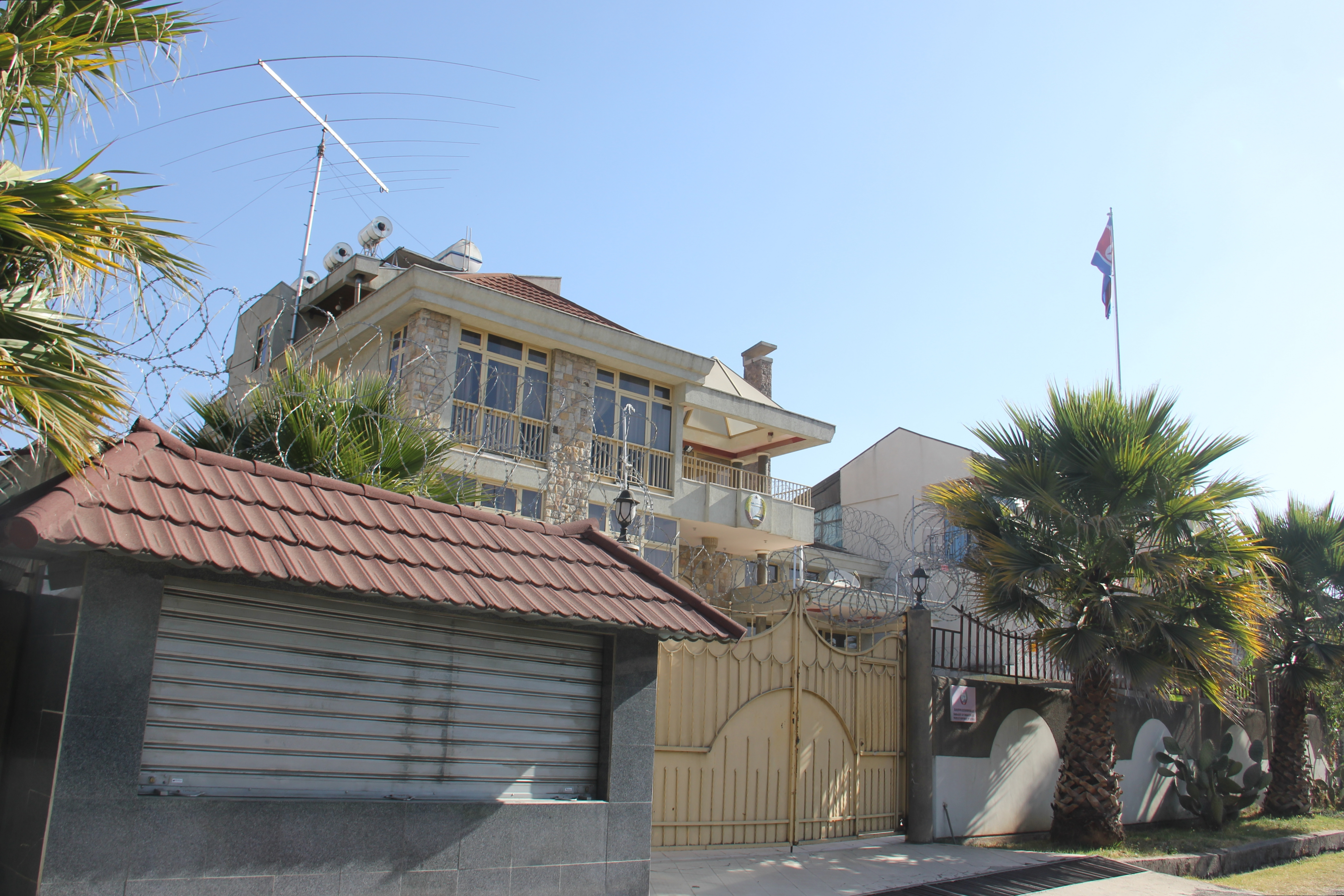
Ambassade à Addis-Abeba.
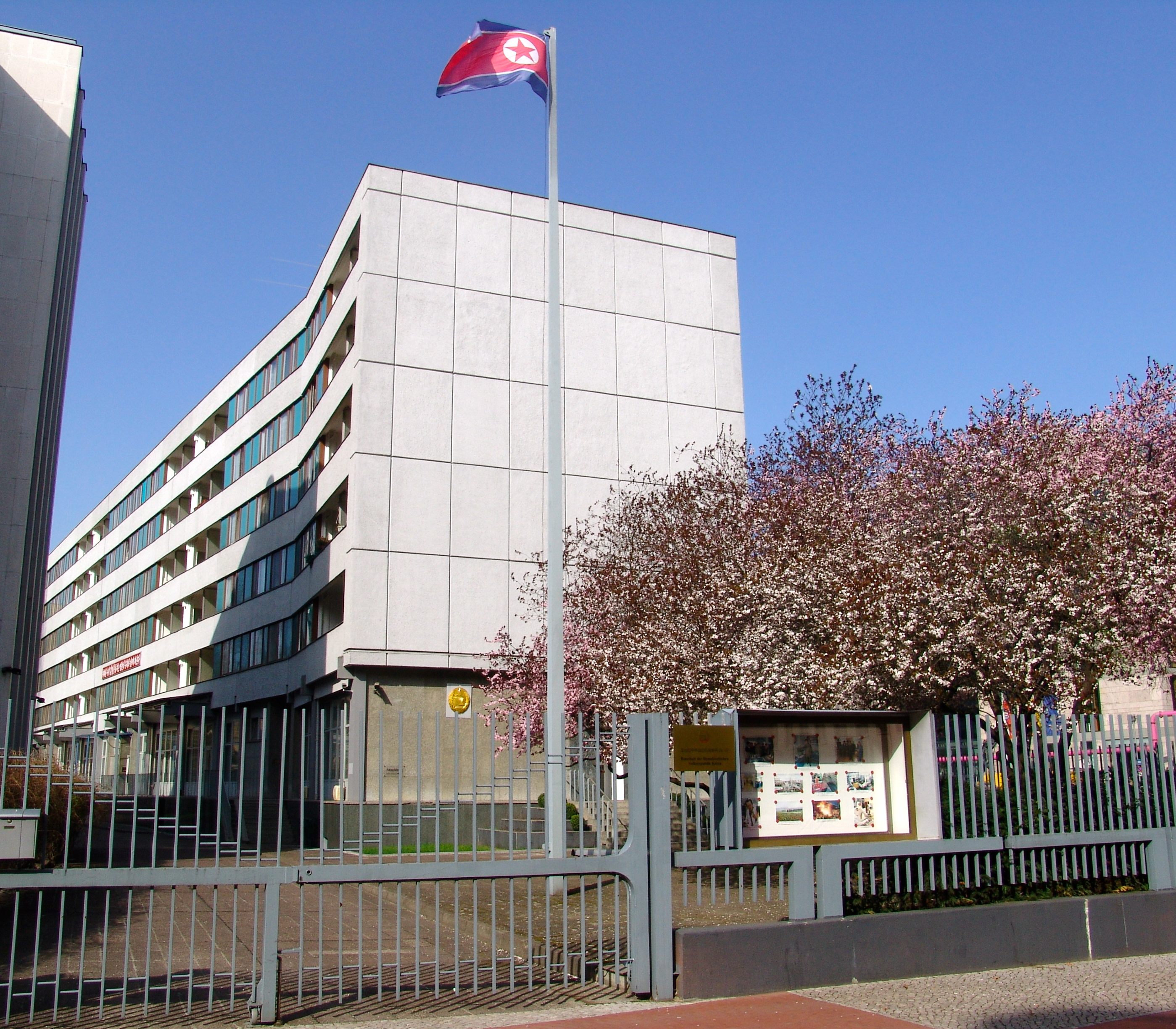
Ambassade à Berlin.
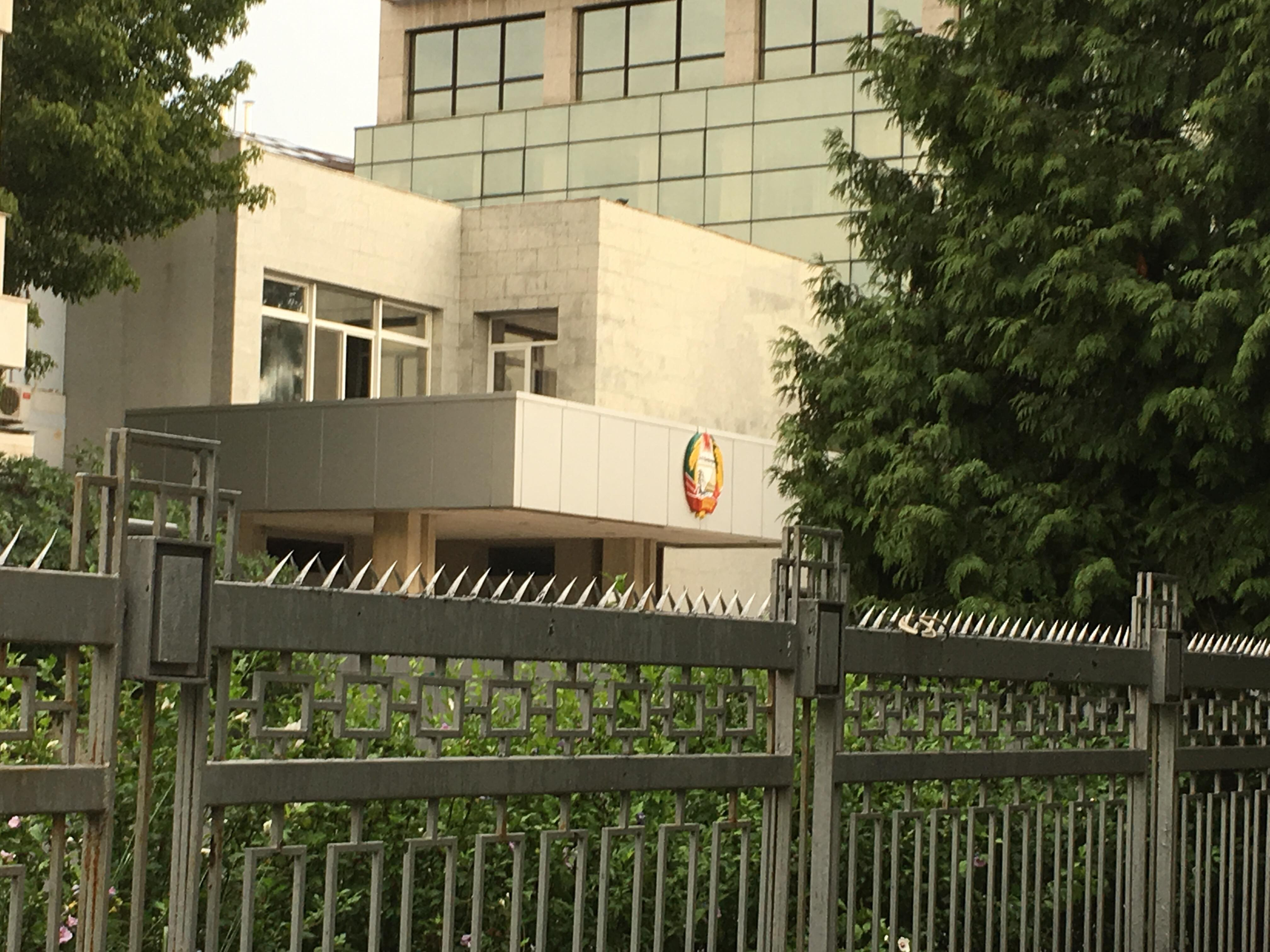
Ambassade à Bucarest.
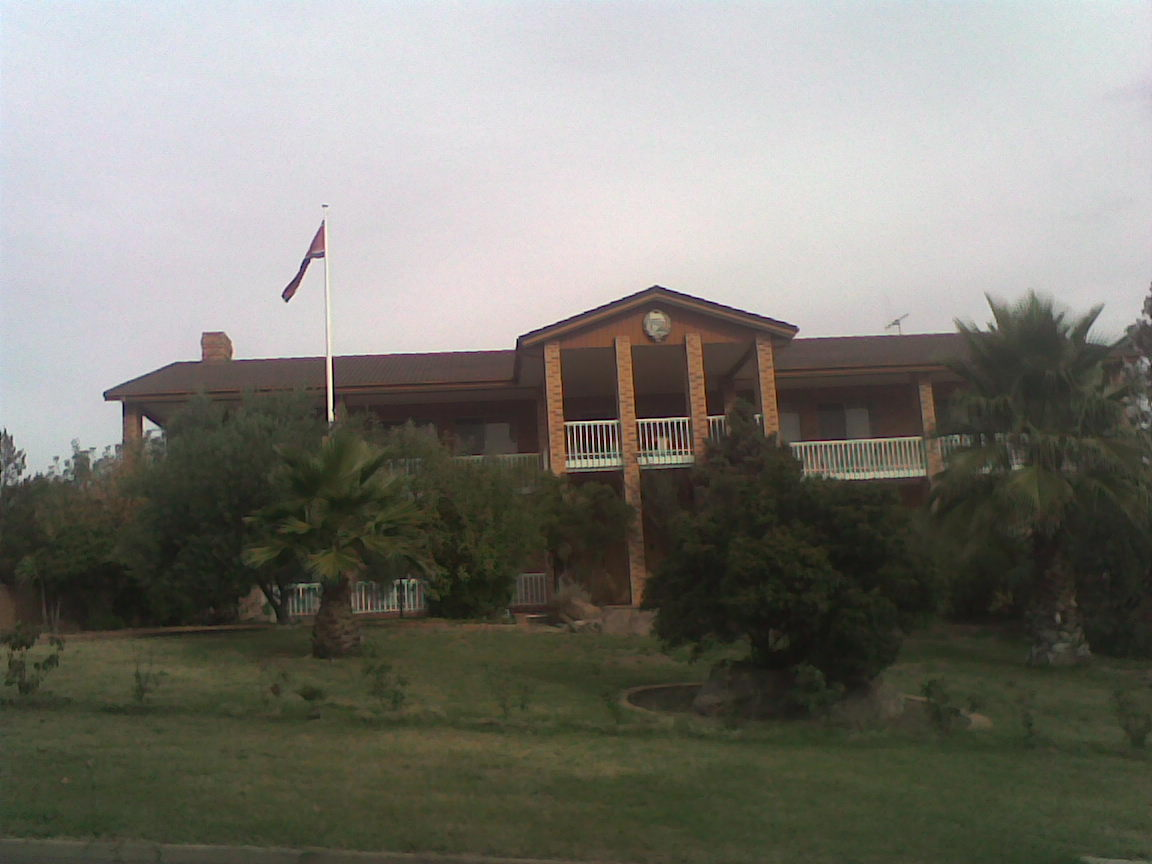
Ambassade à Canberra.
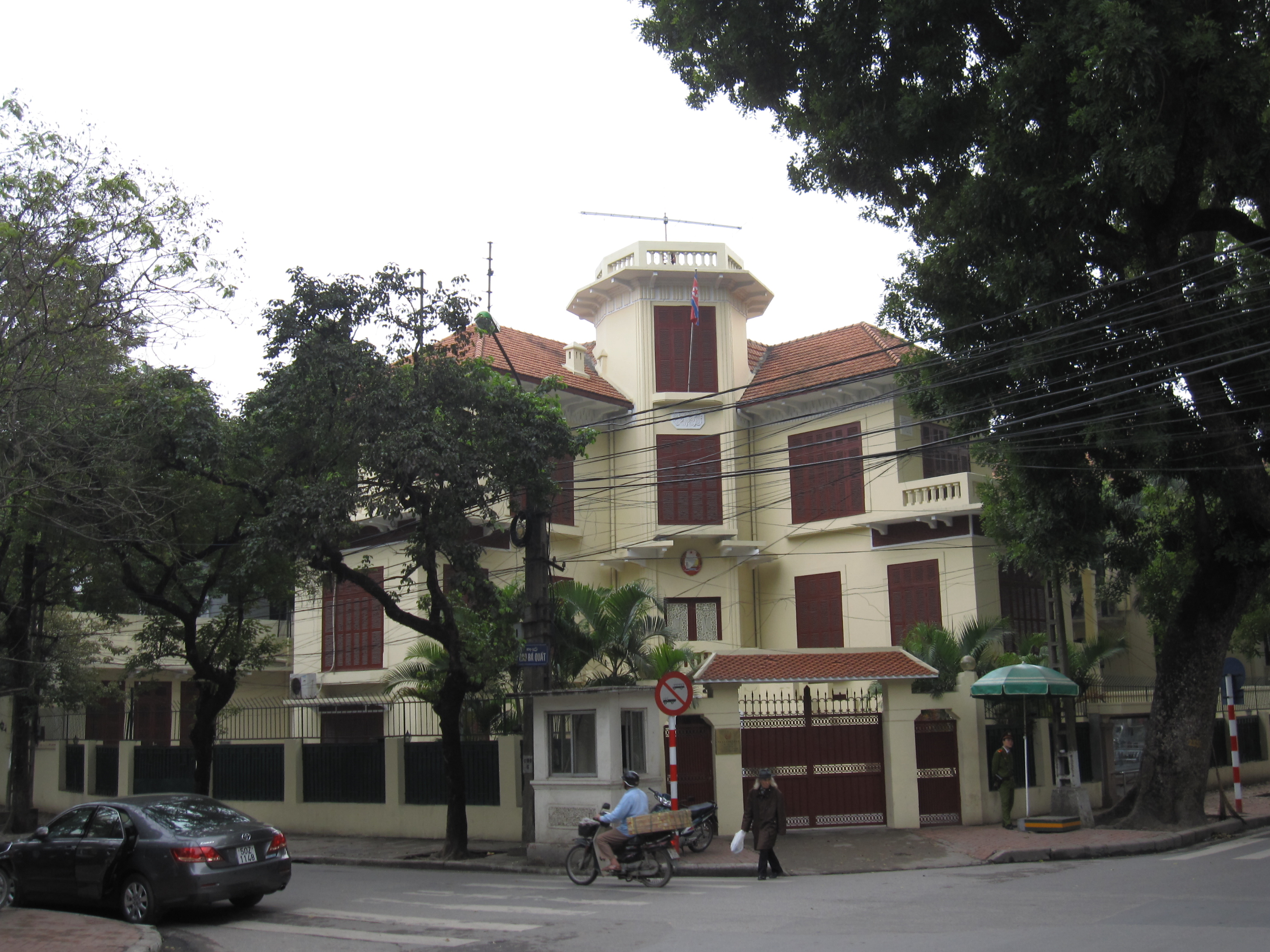
Ambassade à Hanoi.
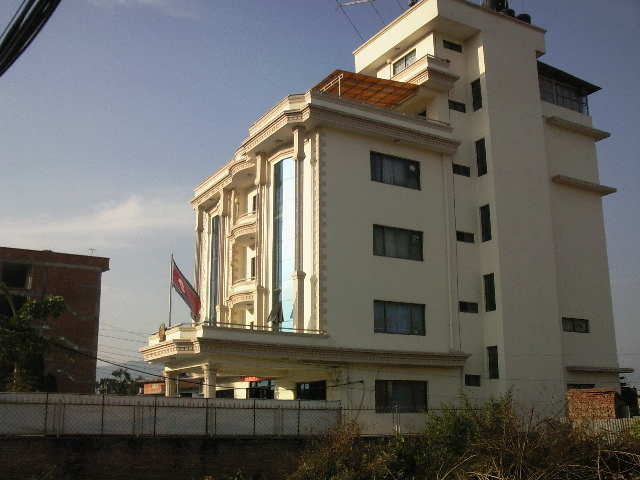
Ambassade à Katmandou.
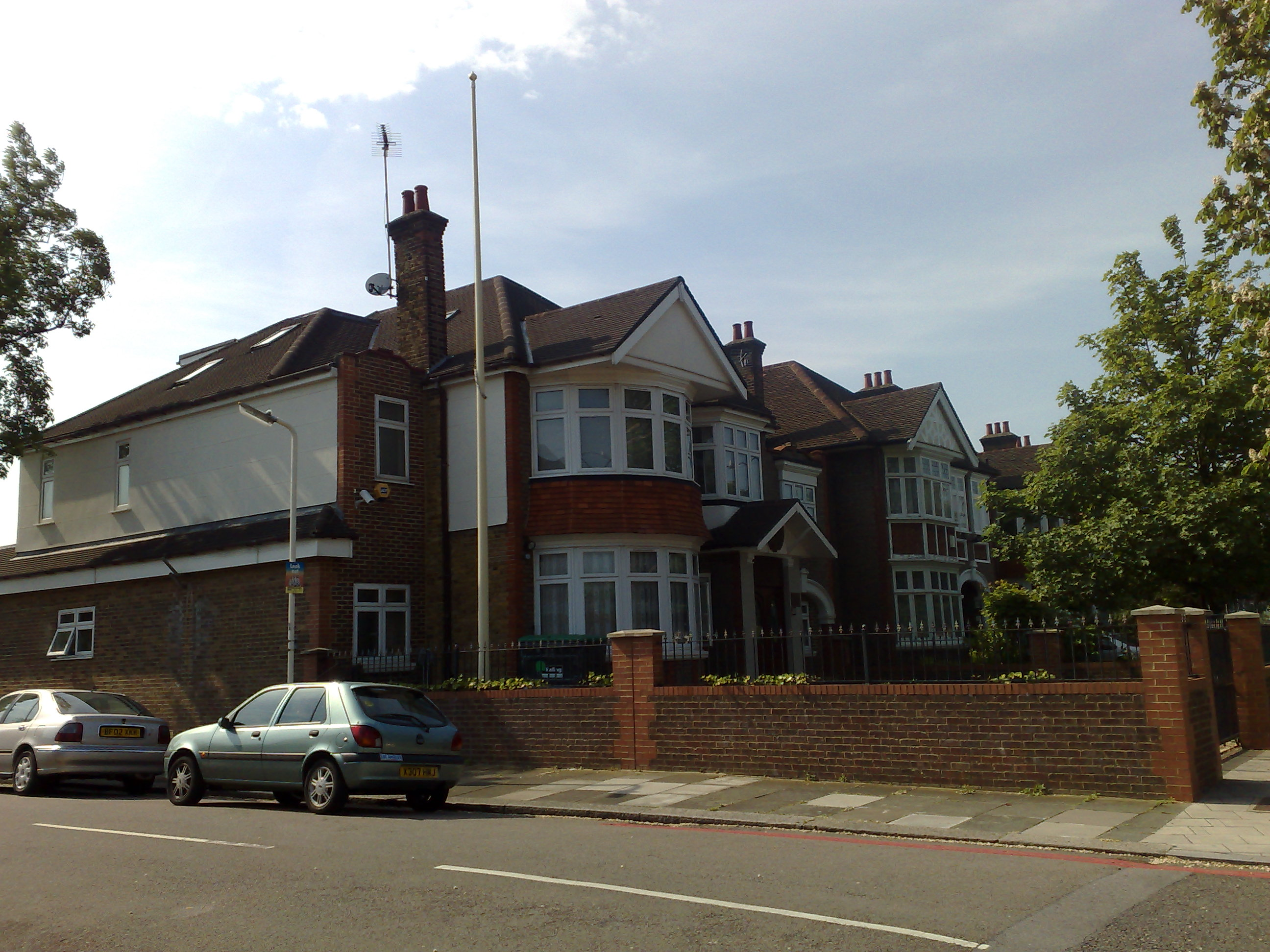
Ambassade à Londres.
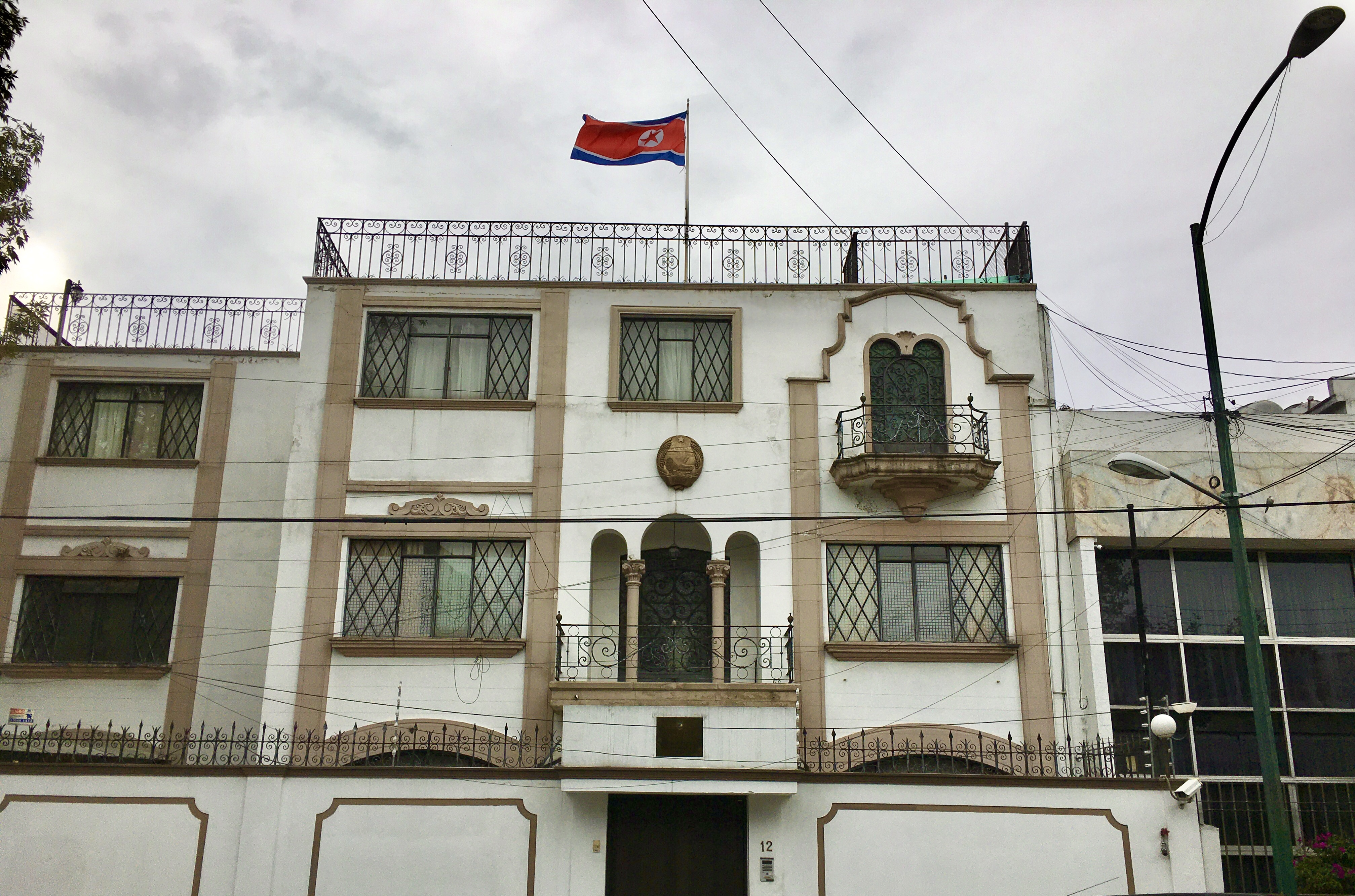
Ambassade à Mexico.
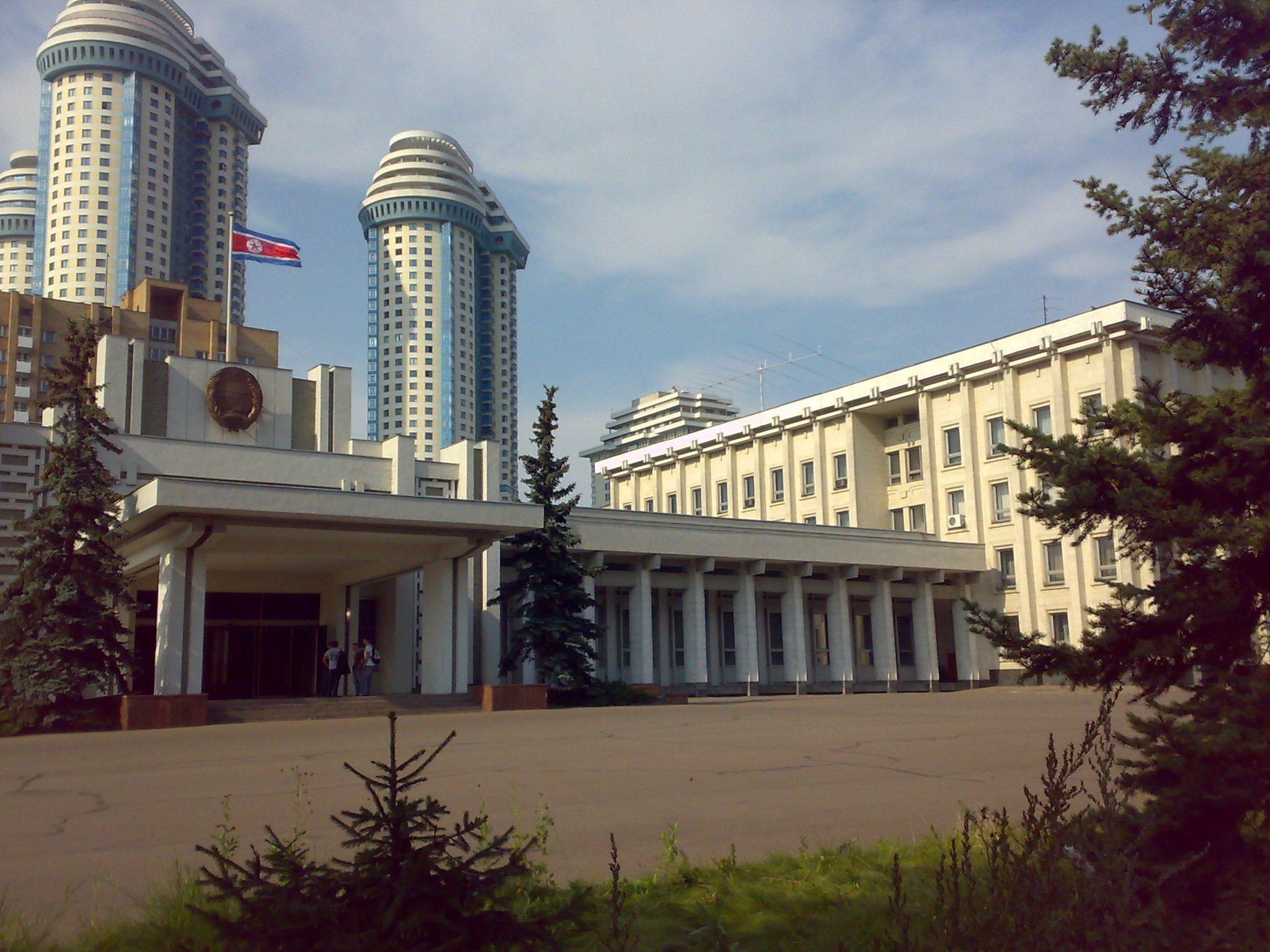
Ambassade à Moscou.
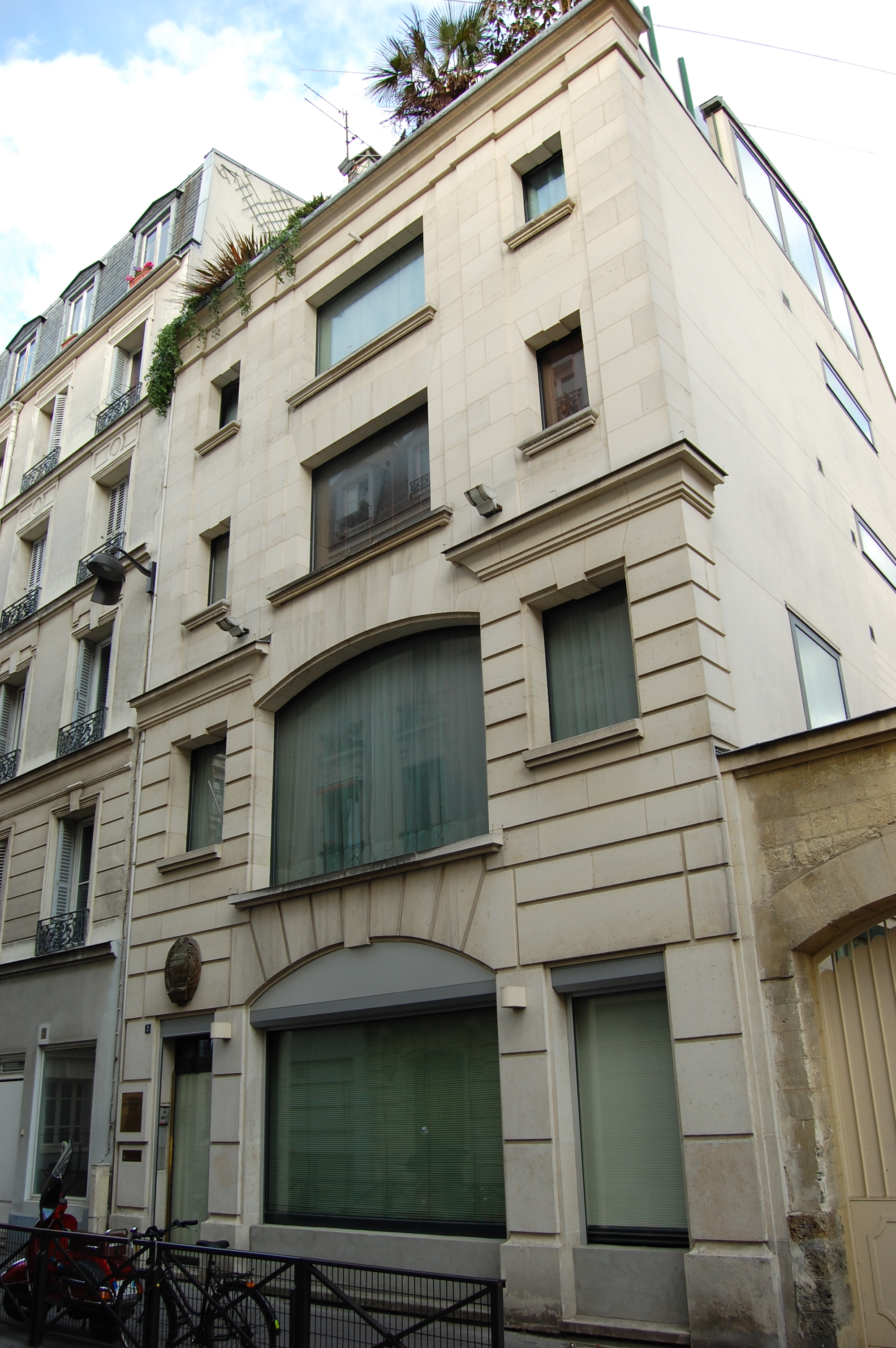
Délégation générale à Paris.
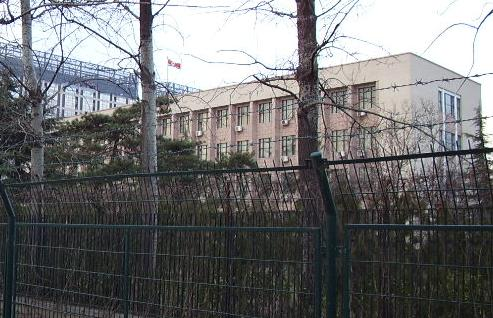
Ambassade à Pékin.
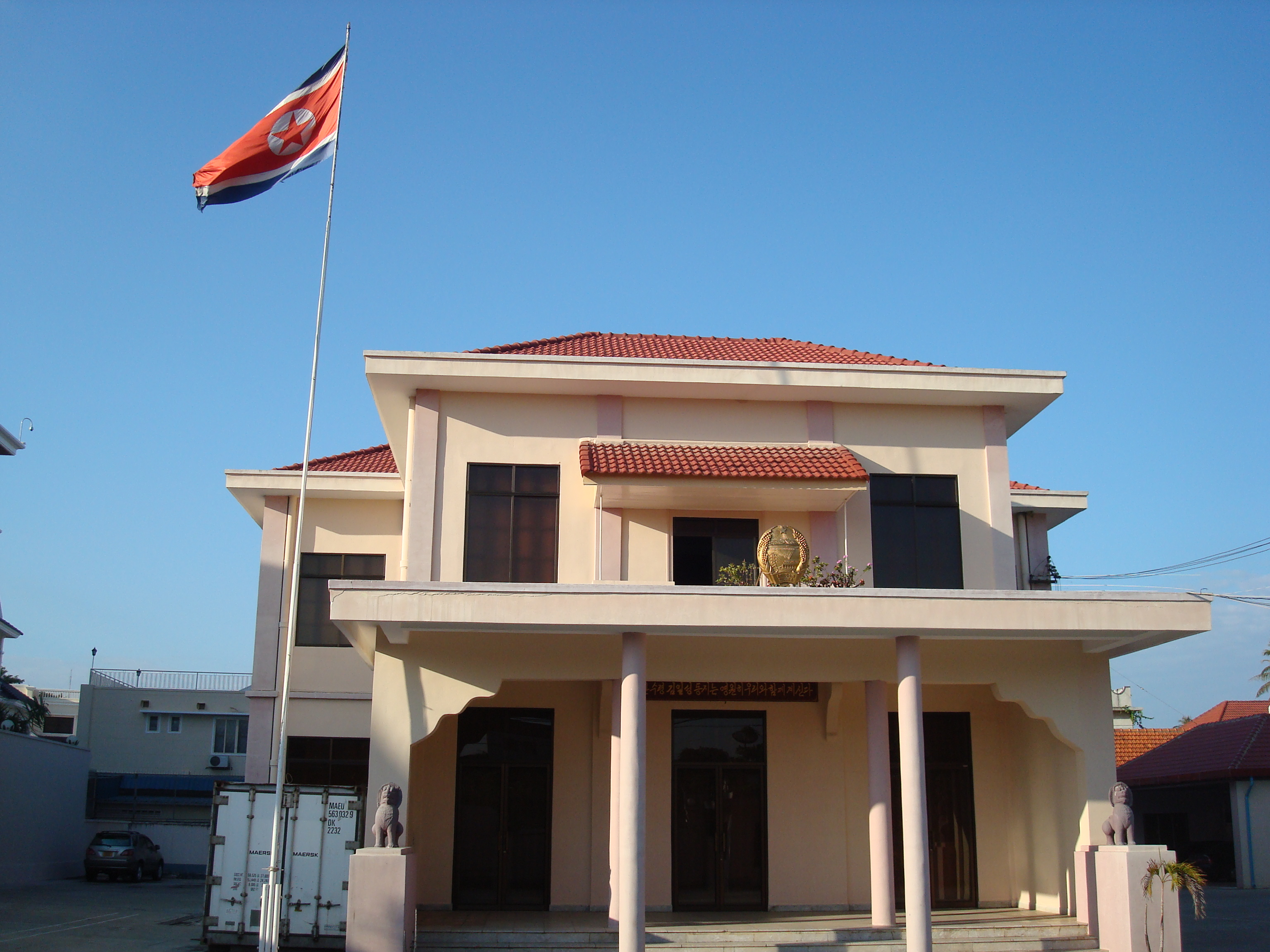
Ambassade à Phnom Penh.
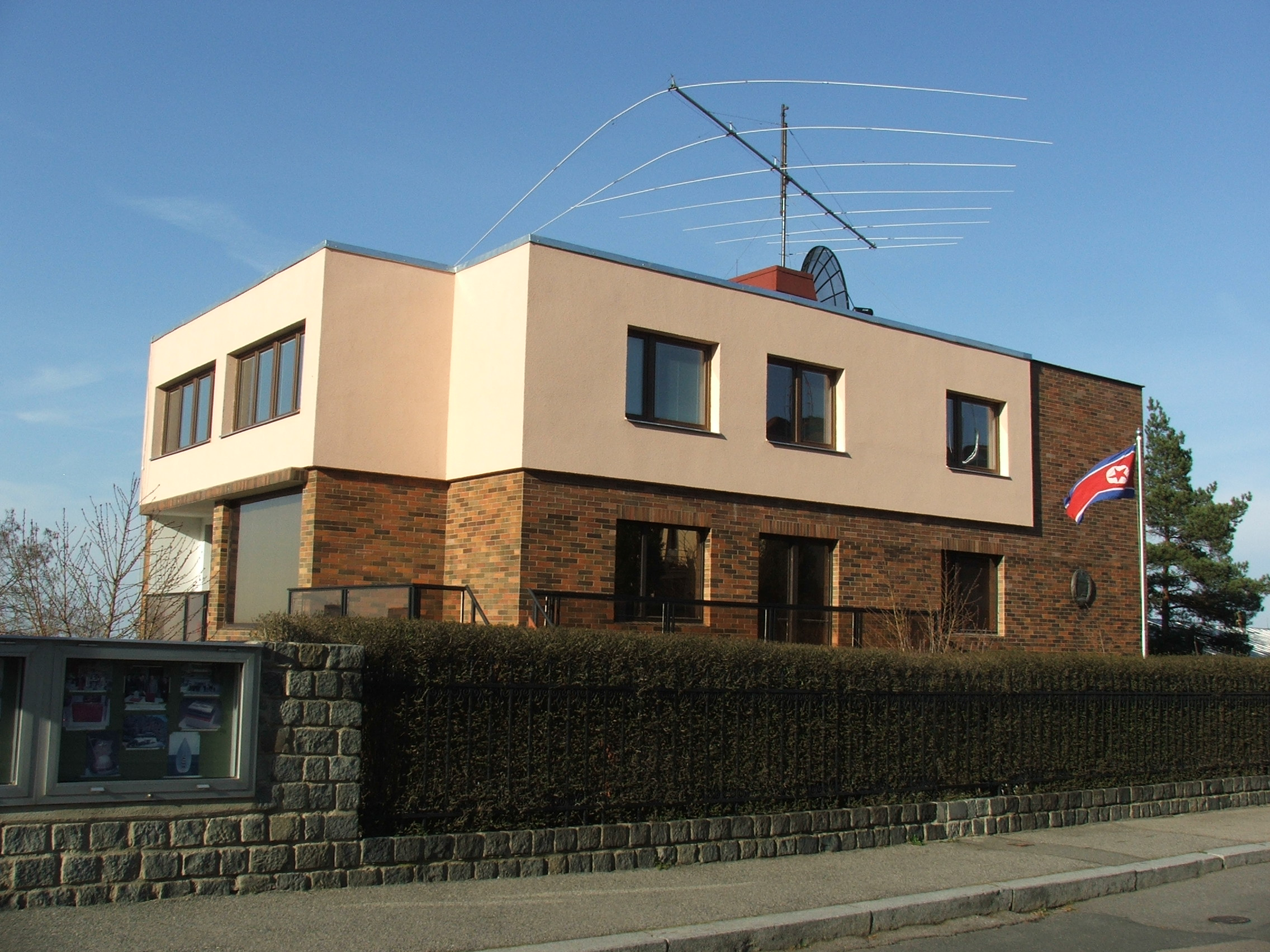
Ambassade à Prague.
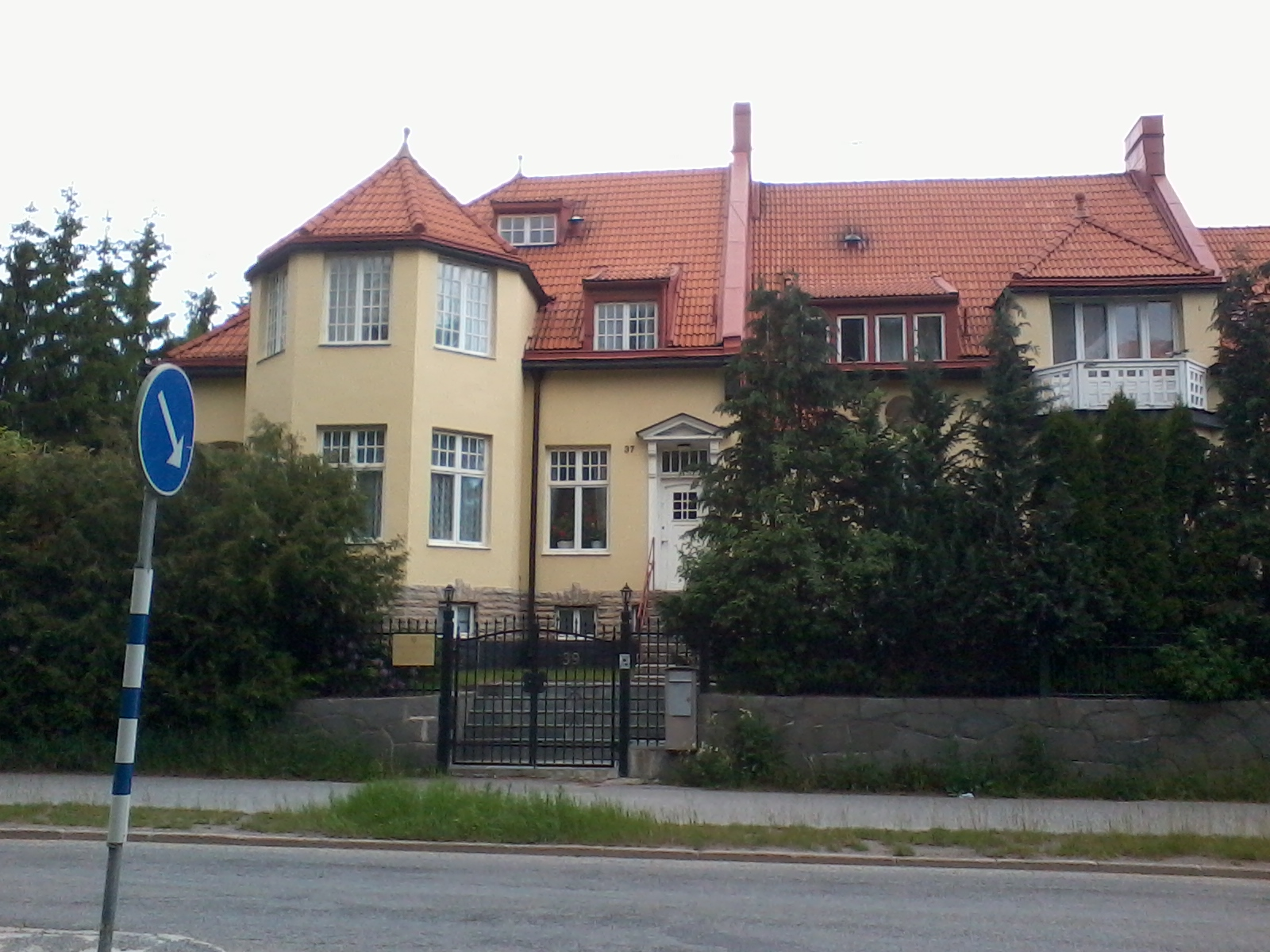
Ambassade à Stockholm.
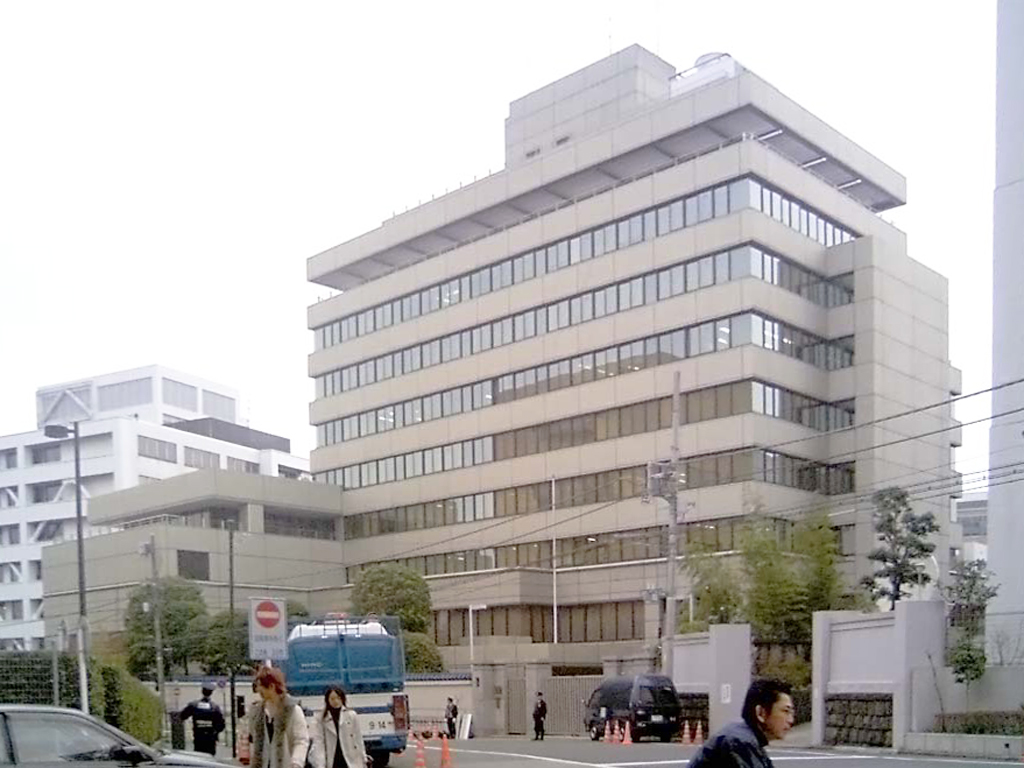
Délégation générale à Tokyo.
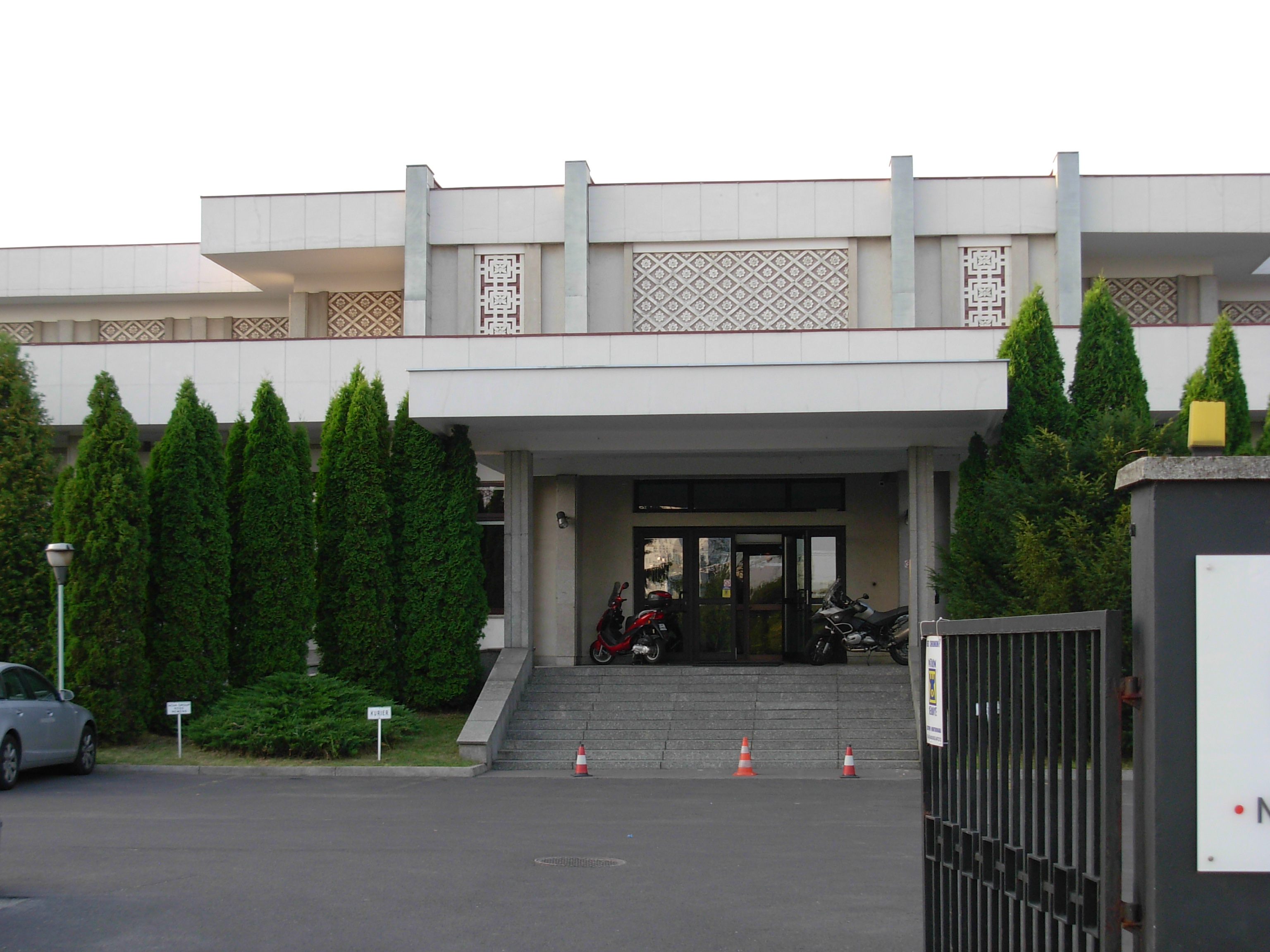
Ambassade à Varsovie.
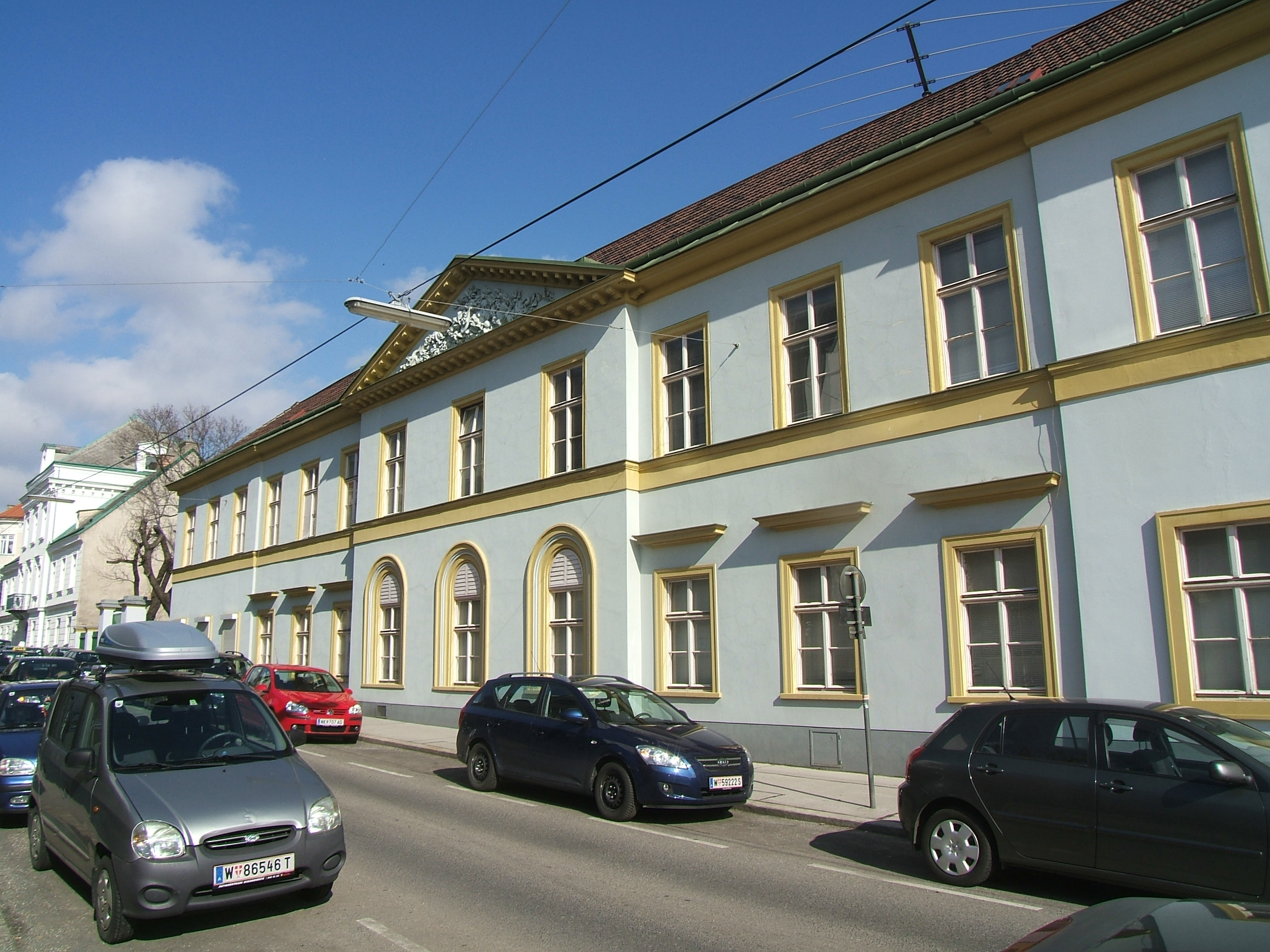
Ambassade à Vienne.
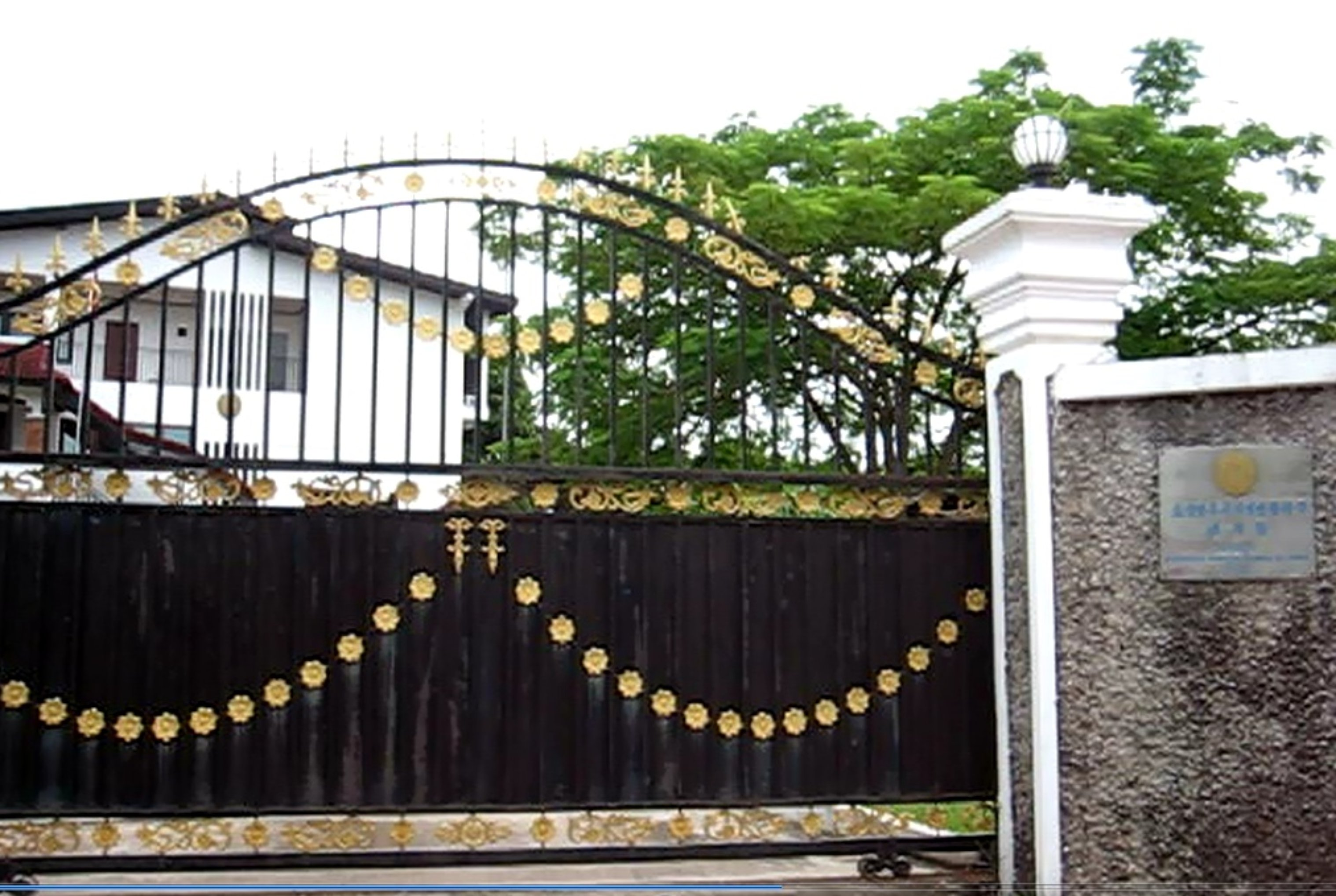
Ambassade à Vientiane.